# Green
《Green》為香港歌手何韻詩在2011年5月27日推出的一張國語EP，本EP只收錄兩首國語單曲。

## 簡介
本EP為何韻詩的第一張國語EP，EP收錄的兩首歌曲均由蘇打綠的吳青峯填詞，而本EP的主題『Green』是指「人要懷有夢想，要勇敢向前，無論你正經歷什麼樣的生命階段，接下來踏出的每一步都抱持正面思維，由此刻起開始着手重寫你的生命樂章，你的嶄新一頁，就像冒出綠色的嫩芽一般，獲得養分，重新發芽，耐心灌溉，再長成，目標都是希望為大家提供生活上的能源，帶出熱愛生命的信息。」，而碟中兩首歌的MV及唱片封套均取景台灣陽明山國家公園拍攝。

## 曲目
| 曲序     | 曲目     | 作曲     | 编曲          | 时长 |
| -------- | -------- | -------- | ------------- | ---- |
| 1.       | 青空     | 周國賢   | 周國賢 黃曉暉 | 4:05 |
| 2.       | 青蔥     | PAN      | PAN           | 3:33 |
| 总时长： | 总时长： | 总时长： | 总时长：      | 7:38 |

## 派台歌曲成績
| 歌曲 | 903 專業推介 | RTHK 中文歌曲龍虎榜 | 997 勁爆流行榜 | TVB 勁歌金榜 |
| ---- | ------------ | ------------------- | -------------- | ------------ |
| 青空 | 5            | 3                   | 2              | /            |
| 青蔥 | -            | -                   | -              | /            |

- （/）表示未有派台

## 外部連結
- 香音樂網-Green （页面存档备份，存于）
- 【何韻詩 / GREEN】專輯介紹 （页面存档备份，存于）
- 青蔥MV （页面存档备份，存于）
- 青空MV （页面存档备份，存于）